# Snerre
Snerre (Galium) er en stor slægt med flere end 250 arter, som er udbredt i de tempererede egne på både den nordlige og den sydlige halvkugle. Fælles for dem alle er det lille bæger og den hvide eller gule, hjulformede krone. Her beskrives kun dem, der er vildtvoksende eller dyrkede i Danmark.
Navnet snerre er fællesnordisk, og det er afledt af snære eller snare. Ordet hentyder til planternes evne til at klatre ved hjælp af små kroge på stænglerne

## Arter
Nogle af arterne i slægten snerre. De første 11 arter er vildtvoksende i Danmark. Skovsnerre fandtes tidligere i Danmark:
- Trenervet snerre (Galium boreale)
- Burresnerre (Galium aparine) eller præstelus
- Gul snerre (Galium verum) eller jomfru Marias sengehalm
- Hvid snerre (Galium mollugo)
- Kærsnerre (Galium palustre)
- Sumpsnerre (Galium uliginosum)
- Lyngsnerre (Galium saxatile)
- Parksnerre (Galium pumilum)
- Liden snerre (Galium sterneri)
- Kratsnerre (Galium uliginosum)
- Skovmærke (Galium odoratum) eller Bukkar.
- Skovsnerre (Galium sylvaticum)
- Treblomstret snerre (Galium triflorum)
- Trekløftet snerre (Galium trifidum)
- Hørsnerre (Galium spurium)

### Andre arter
| - Galium asprellum - Galium bifolium - Galium buxifolium - Galium canescens - Galium catalinense - Galium chilense - Galium circaezans - Galium concinnum | - Galium fendleri - Galium mexicanum - Galium parishii - Galium porrigens - Galium ruthenicum - Galium tinctorium - Galium tricornutum - Galium uniflorum |